# Lijst van spelers van FC Volendam
Dit is een lijst van voetballers die minimaal één officiële wedstrijd hebben gespeeld in het eerste elftal van de Nederlandse betaaldvoetbalclub FC Volendam of Volendam.

## A
- Gerard Aafjes
- Gert Aandewiel
- Randy Ababio
- Liban Abdulahi
- Fred Admiraal
- Achmed Ahahaoui
- Mohammed Ajnane
- Sofian Akouili
- Xavier Amanda
- Mawouna Amevor
- Fred André
- Vurnon Anita
- Joey Antonioli
- Francesco Antonucci
- Rodney Antwi
- Ricardo Appelman
- Wouter Artz
- Zakaria El Azzouzi

## B
- Sven Baas
- Ibrahim Babangida
- Mio Backhaus
- Tim Bakens
- Roy Bakkenes
- Hans Bakker
- Henry Bakker
- Nordin Bakker
- Darryl Bäly
- Nico Bank
- Carel Bartele
- Bert Bartelings
- Raymond Beerens
- Jim Beers
- Hilal Ben Moussa
- Samir Ben Sallam
- Benaissa Benamar
- Dave Bennett
- Milan Berck Beelenkamp
- Anthony Berenstein
- Frank Berghuis
- Mohamed Betti
- Daniël Beukers
- Jasper de Bie
- Paul Bijvank
- John Binken
- René Binken
- Ton Blanker
- Jaap Bloem
- Jordi Blom
- Koen Blommestijn
- Luca Blondeau
- Krzysztof Bociek
- Dick de Boer
- Joop Böckling
- Jeffrey Bok
- Dick Bond
- Dickie Bond
- Hans Bond
- Jaap Bond
- Jan Bond (1942)[1]
- Jan Bond (1946)[2]
- Ronald Bond
- Theo Bond
- Thijs Bond
- Marco Boogers
- Zach Booth
- Mathieu Boots
- Anass Bouziane
- Jaap Braan
- Kevin Brands
- Jermaine Brank
- Ronald Breinburg
- Karim Bridji
- Ashwin de Bruijn
- Jan Bruin
- Achmed Buchaar
- Theo Buijs
- Nordin Bukala
- Bowedee Burleson
- Edward Burleson
- Oskar Buur
- Marcel van Buuren
- Maurice Buys

## C
- Jerson Cabral
- Sandro Calabro
- Abdelhali Chaiat
- John Clayton
- Richard Corts
- Nick Coster
- George Cox
- Alair Cruz Vicente
- Gladwin Curiel

## D
- Marco Daman
- Caner Demircioğlu
- Teije ten Den
- Boy Deul
- Dominique van Dijk
- Charles Dissels
- Luciano Dompig
- Nick Doodeman
- Steve van Dorpel
- Achraf Douiri
- Bram van Driel
- Guy Dufour
- Gert-Jan Duif
- Billy van Duijl
- Niels van Duijn
- Jelle Duin

## E
- Mike Eerdhuijzen
- Carel Eiting
- Deen van Embricqs
- Bas Ent
- Dion Esajas
- Silvinho Esajas
- Moreno Esseboom
- Raoul Esseboom
- Ties Evers

## F
- Noah Fadiga
- Raymond Fafiani
- Reginald Faria
- Fernando Ferrari
- Walter Ferreira
- Maickel Ferrier
- Ezechiel Fiemawhle
- Josh Flint
- Jahmill Flu
- Mogens Fog
- Dilshan Fong Tin Joen
- Fabian de Freitas
- Cerezo Fung a Wing

## G
- Samir El Gaaouiri
- Eric van Geemen
- Hans Geerlings
- Frank van der Geest
- Marco Gentile
- Vincent Gouttebarge
- Dejan Govedarica
- Dennis de Graaf
- Jan Greuter
- Donny de Groot
- Axel Guessand
- Kees Guijt
- Diego Gustavo
- Ton Guyt

## H
- Milan de Haan
- Ralf de Haan
- Richard de Haan
- Arsenio Halfhuid
- Rafik El Hamdi
- Erik Heijblok
- Dennis van der Heijden
- Dick Helling
- Michiel Hemmen
- Raoul Henar
- Edwin Hermans
- Arturo ten Heuvel
- Rob Hilbers
- Lorenz Hilkes
- Jordy Hilterman
- John Hilton
- Frans Hoek
- Quincy Hoeve
- Bernard Hofstede
- John Holshuijsen
- Edwin van Holten
- Jermaine Holwijn
- Jack Hoogland
- Jan Hoogland
- Ori Hoogland
- Rogier Hoogland
- Geraldo Hoogvliets
- Elson Hooi
- Mika van der Horst
- Ralph Hovestad
- Patrick Huisman

## I
- Giannis Iatroudis
- Silvan Inia

## J
- Jamie Jacobs
- Dean James
- Darius Johnson
- Calvin Jong-A-Pin
- Pascal Jongsma
- Hans Jonk
- Hein Jonk
- Henk Jonk
- Jaap Jonk[3]
- Jac Jonk[4]
- Jan Jonk (1944)[5]
- Jan Jonk (1947)[6]
- Jan Jonk (1952)
- Wim Jonk

## K
- Martijn Kaars
- Ibrahim El Kadiri
- Michel Karemaker
- Safouane Karim
- Klaas Karregat
- Denso Kasius
- Jaap Keijzer
- Edwin Keizer
- Jeffrey Keizer
- Jack Kemper
- Bart Kes
- Jeroen Ketting
- Kevin van Kippersluis
- Dennis Klein
- Klaas Klein
- Jack Klepper
- Daan Klinkenberg
- Flip Klomp
- Jan Klouwer
- Arno Knijn
- Kees Kok
- Paul Kok
- Niels Kokmeijer
- Gerry Koning
- Jaap Koning
- Klaas Koning
- Piet Koning
- Jeffrey Kooistra
- Jan Koopman
- Martin Koorn
- Jay Koorndijk
- Eddie Kraal
- René Kraay
- Frank Kramer
- Michiel Kramer
- Sjors Kramer
- Kees Kras
- Ruud Kras
- Wim Kras
- Wim Kras jr.
- Franz Krauthausen
- Elroy Kromheer
- Jaap Kroon
- Johan Kroon
- Jay Kruiver
- Rick Kruys
- Jessey Kuiper
- Garang Kuol
- Brandley Kuwas
- Jan Kwakman
- Kees Kwakman
- Klaas Kwakman (1943)
- Klaas Kwakman (1957)
- Tom Kwakman
- Wim Kwakman

## L
- Soufiane Laghmouchi
- Paul de Lange
- Barry Lauwers
- Luke Le Roux
- Patrick Leeflang
- Jan Leeflang
- Carlo de Leeuw
- Yannick Leliendal
- Sjaak Lettinga
- Björn Lindenbergh
- Olaf Lindenbergh
- Jermano Lo Fo Sang
- Winand van Loon
- Mark de Loor
- Cecilio Lopes
- Tyrone Loran
- Ton Los
- Gijs Luirink

## M
- Lenny Macnack
- Meeuwis Majoor
- Leon Maloney
- Fred Man
- Miel Mans
- Elvis Manu
- Cees Marbus
- Ludcinio Marengo
- Rob Matthaei
- Myron Mau-Asam
- Robin Maulun
- Dick Maurer
- Kelvin Maynard
- Xavier Mbuyamba
- Henny Meijer
- Jaap Meijer
- Aaron Meijers
- César Mendoza
- Damiën Menzo
- Dylan Mertens
- Rihairo Meulens
- Martin van der Meyden
- Tuan Truong Minh
- Mitchel Michaelis
- Daryl van Mieghem
- Damon Mirani
- Hans Mol
- Cees Molenaar
- Jaap Molenaar
- Jan Molenaar
- Jip Molenaar
- Joep Molenaar
- Joeri Molenaar
- Kees Molenaar
- Keje Molenaar
- Robert Molenaar
- Dani van der Moot
- Cor Mooijer
- Theo Mooijer
- Jacintho Mormon
- Arnold Mühren
- Gerrie Mühren
- Jan Mühren
- Robert Mühren
- Samuele Mulattieri
- Jan Mulder
- Derry John Murkin

## N
- Furdjel Narsingh
- Imran Nazih
- Wilburt Need
- Khadim Ngom
- Luc Nijholt
- Arnold Nijkamp

## O
- Aurelio Oehlers
- Kayne van Oevelen
- Benito Olenski
- Quincy van Ommeren
- Murat Önal
- Sven Onclin
- André Ooijer
- Arie Opdam
- Barry Opdam
- Gaetano Oristanio
- Danny den Ouden
- Houssain Ouhsaine Ouichou
- Bilal Ould-Chikh
- Walid Ould-Chikh
- Tom Overtoom

## P
- Dyllandro Panka
- Fernando Pascale
- Alex Pastoor
- Johan Pater
- Déron Payne
- Luís Pedro
- Johan Pelk
- Ab Persijn
- Cas Peters
- Marcel Peters
- René Petiet
- Joeri Petrov
- Guyon Philips
- Lorenzo Piqué
- Roy Pistoor
- Alex Plat
- Brian Plat
- Jan Plat
- Johan Plat
- Klaas Plat
- Stefan Plat
- Melvin Platje
- Ab Plugboer
- Bert van der Poppe
- Denzel Prijor
- Genridge Prijor
- Eddy Putter

## Q
- Paul Quasten

## R
- Robert-Jan Ravensbergen
- Givairo Read
- Michael Reiziger
- Francisco Reyes Marizán
- Joey Roggeveen
- Rok Roj
- Marcel Roos
- Yuri Rose
- Joris van Rooijen
- Jan Royé jr.
- Jan Ruiter
- Robbin Ruiter
- Nick Runderkamp
- Nico Runderkamp

## S
- Misha Salden
- Hans Salfischberger
- Radoslav Samardžić
- Randy Samuel
- Frank Schilder
- Henny Schilder
- Jaap Schilder
- Jan Schilder
- Jannie Schilder
- Kees Schilder
- Paul Schilder
- Jaap Schokker
- Jan Schokker
- Erik Schouten
- Robin Schouten
- Dennis Schulp
- Robin Schulte
- Levi Schwiebbe
- Vivaldo Semedo
- Gerson Sheotahul
- Dick Sier
- Klaas Sier
- Tom Sier
- Florent Da Silva
- Jan Silven
- Rob Silven
- Jerry Simons
- Nicky Sjaardema
- Thijs Sluijter
- Gijs Smal
- Orlando Smeekes
- Jorg Smeets
- Arvid Smit
- Berry Smit
- Hein Smit
- Jaap Smit (1936)
- Jaap Smit (1945)
- Jan Smit (1951)
- Jan Smit (1983)
- Klaas Smit
- Siem Smit
- Richard Sneekes
- Edwin Soenarto
- Daniël van Son
- Paul Stam
- Filip Stanković
- Jordi van Stappershoef
- Miroslav Stefanović
- Bert Steltenpool
- Eric Steltenpool
- Marijn Sterk
- Ben Steur
- Bruin Steur
- Daan Steur
- Johan Steur
- Kees Steur
- Sebastiaan Steur
- Sonny Stevens
- Jan Stoute
- Leo van Straaten
- Enzo Stroo
- André Stuyt
- Cees Sul
- Ruud Suurendonk

## T
- Kevin Tano
- Kay Tejan
- Tjapko Teuben
- Brian Tevreden
- Adnane Tighadouini
- Theo Timmermans
- Danny Tol
- Dick Tol
- Jaap Tol
- Jack Tol
- Jan Tol (voetballer, 1937)
- Jan Tol (voetballer, 1961)
- Kees Tol
- Leon Tol
- Marco Tol
- Michael Tol
- Nick Tol
- Pier Tol
- René Tol
- Sijmen Tol
- Simon Tol
- Thames Tol
- Wim Tol
- Albert Tuijp
- Jack Tuijp
- Jan Tuijp
- Ayhan Tumani
- Kees Tuyp
- Klaas Tuyp
- Nick Tuyp
- Calvin Twigt

## U
- Ali Ulusoy

## V
- Vít Valenta
- Marcel Valk
- Eric Veerman
- Harmen Veerman
- Henk Veerman
- Jan Veerman
- Joey Veerman
- Marcel Veerman
- Thoom Veerman
- Erik van Veldhuizen
- Lars Veldwijk
- Gyliano van Velzen
- Micky van de Ven
- Jeroen Verhoeven
- Hobie Verhulst
- Peter Vermes
- Jozhua Vertrouwd
- Ed Vijent
- Jaap Visser
- Jan Visser
- Kevin Visser
- Dion Vlak
- Gerrie Vlak
- Gerry Vlak
- Jari Vlak
- Theo Vonk
- Klaas Vriend
- Mark de Vries
- Ivica Vukov

## W
- André Wasiman
- Kevin Wattamaleo
- Erik Wegh
- John van Wensveen
- Maikel van der Werff
- Robert van Westerop
- Ad van de Wiel
- Peter Wijker
- Oscar Wilffert
- Lindsay Wilson
- Ulrich Wilson
- Yannick de Wit
- Sem Wokke
- Key-Shawn Wong-A-Soij
- Maarten Woudenberg

## Y
- Rachid El Yaakoubi
- Hamit Yıldız

## Z
- Rowin van Zaanen
- Lequincio Zeefuik
- Nick Zeijlmans
- Mauro Zijlstra
- Edwin Zoetebier
- Cor Zonneveld
- Milan Zonneveld
- Glenn van Zoolingen
- László Zsidai
- Dick Zwarthoed
- Gerrit Zwarthoed
- Harry Zwarthoed
- Jaap Zwarthoed (1944)[7]
- Jaap Zwarthoed (1946)[8]
- Jan Zwarthoed
- Klaas Zwarthoed
- Nico Zwarthoed
- Theo Zwarthoed
- Wim Zwarthoed